# Eurocontrol

Karta över medlemsstater.

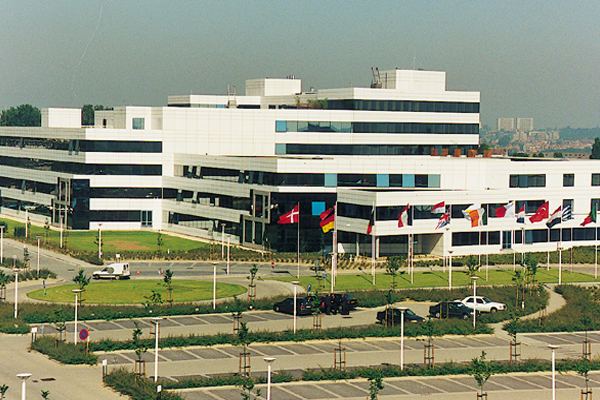
Eurocontrols högkvarter i Bryssel.

Eurocontrol är en europeisk organisation som styr luftrummet över delar av Europa. Namnet till trots är Eurocontrol inte en del av EU utan en egen internationell organisation med medlemskap av 41 stater, inklusive EU:s 28 medlemsstater. Dessutom ingår även Europeiska unionen som helhet i organisationen. Syftet är att skapa ett gränslöst luftrum över de medverkande europeiska länderna (pan-European Air Traffic Management). Organisationens högkvarter är förlagt till Belgiens huvudstad Bryssel. Eurocontrol driver även Maastricht Upper Area Control Center (MUAC) som styr flygtrafiken över bl.a. Belgien, Nederländerna, Luxemburg och Tyskland.